# Les Jolies
Les Jolies är en svensk vokalsextett från Trollhättetrakten som startades 1992.
Gruppen har vunnit en rad inhemska samt internationella priser, bland annat två körolympiadpriser i Linz (2000) och Seoul (2002).
Man har samarbetat mycket med tonsättaren Fredrik Sixten, som skrivit en rad verk för dem, bland annat "A Mass for Mankind" och "Mariasvit", den sistnämnda finns representerad på deras skiva "Bara ett skimmer". Tonsättaren Henrik Mossberg har också skrivit musik direkt för gruppen, bland annat "Lyrisk svit" år 2003 med text av Ebba Lindqvist.

## Medlemmar
- Anna-Karin Gedell - mezzo
- Suzanne Lindström - mezzo
- Maria Gedell - sopran
- Aja Ling - alt
- Ann-Louise Börlin - sopran
- Inger Björkman - alt